# The Daily News Tribune
The Daily News Tribune abans anomenat el News-Tribune i Waltham Evening News va ser un periòdic de la tarda de cada dia a Waltham (Massachusetts), Estats Units, que cobria aquesta ciutat i la veïna ciutat de Newton. En els seus últims anys, el Tribune va ser manejat i imprès per The MetroWest Daily News, i és propietat de l'empresa Community Newspaper, una divisió de GateHouse Media. El 2010, el Tribune va publicar la seva última edició diària, i va ser reemplaçat per un periòdic setmanal anomenat Waltham News Tribune. Ja no cobreix Newton.